# Spessard Holland
Spessard Lindsey Holland (Bartow, 10 luglio 1892 – Bartow, 6 novembre 1971) è stato un politico e avvocato statunitense. Fu il 28º governatore della Florida dal 1941 al 1945. Fu poi senatore degli Stati Uniti dal 1946 al 1971. Servì come mitragliere e osservatore aereo nella Aviation Section, U.S. Signal Corps, antenata dell'Aeronautica degli Stati Uniti, durante la prima guerra mondiale. Nel 1930 fondò con  William F. Bevis lo studio legale Holland & Bevis che oggi è l'Holland & Knight.